# Zyras kisumuensis
Zyras kisumuensis – gatunek chrząszcza z rodziny kusakowatych i podrodziny rydzenic.
Gatunek ten opisał po raz pierwszy w 1996 roku Roberto Pace na łamach „Revue suisse de Zoologie”. Jako lokalizację typową wskazano Kaimosi w kenijskim hrabstwie Kisumu.
Chrząszcz o błyszczącym, wydłużonym w zarysie ciele długości 6,8 mm. Głowa jest brązowo ubarwiona, niesiateczkowana, wyraźnie punktowana  z wyjątkiem niepunktowanej linii wzdłuż środka. Czułki mają człony pierwszy i drugi rudożółte, pozostałe człony zaś rudobrązowe. Człony nie są bocznie ścieśnione. Rudobrązowe przedplecze ma delikatną bruzdę tylno-środkową oraz niesiateczkowaną i wyraźnie punktowaną powierzchnię. Również rudobrązowe, wyraźnie od przedplecza szersze pokrywy mają powierzchnię pokrytą wyraźnym punktowaniem i pozbawioną siateczkowania. Kolor odnóży jest rudożółty. Odwłok jest wyraźnie siateczkowany, rudobrązowy z brązowym czwartym z wolnych urotergitów.
Owad afrotropikalny, znany wyłącznie z Kenii. Spotkany na rzędnych 1650 m n.p.m.